# 邵銳
邵銳（1481年—1535年），字思抑，号端峰，浙江杭州府仁和縣塘栖人，祖籍浙江余姚。明朝官員，詩人。

## 生平
弘治十四年（1501年）浙江乡试第七十一名舉人，正德三年（1508年）戊戌科会试第一名，二甲二名进士，改庶吉士，四年七月授编修。不依附刘瑾，以丁憂去職。正德五年（1510年），反被指為劉瑾同黨，令待服闋調用。八年四月改寧國府推官，历升南京吏部主事、南京礼部祠祭司员外郎，告病归。病愈，十四年十月升江西提学佥事，嘉靖元年（1522年）十月任福建按察司副使，提调学校，六年六月升湖广左参政，升河南按察使，八年二月升广东右布政使，轉山东左布政使。十一年九月官至太仆寺卿，嘉靖十三年（1534年）八月引疾乞休，次年（1535年）卒於家。谥康僖。

## 著作
著有《端峰存稿》二卷。

## 家族
曾祖邵敬。祖邵榮，遇例冠帶。父邵翊，遇例冠帶。母戴氏。严侍下，兄鑑、鈜、欽、钢、鍾、镗、鉞、铠、錫。